# Maldivernas damlandslag i volleyboll
Maldivernas damlandslag i volleyboll  representerar Maldiverna i volleyboll på damsidan. Laget organiseras av Volleyball Association of Maldives. Det har deltagit relativt sparsamt i internationella sammanhang men har spelat i asiatiska spelen, asiatiska mästerskapen samt CAVA-mästerskapen (2019). Det senare är ett mästerskap för den zonorganisationen (Central Asian Zonal Volleyball Association) som Maldiverna ingår i.

### Fotnoter
1. ↑  ”Result sheet” (på engelska). Asian Volleyball Confederation. https://www.asianvolleyball.net/bulletin/876894764_1412266044.pdf. Läst 19 december 2023.
2. ↑  ”Welcome to VFI” (på engelska). Volleyball Federation of India. https://www.volleyballindia.com/INT%20NL%20EVENTS/2016%20sag/SAG%202016.htm. Läst 14 januari 2025.
3. ↑  ”Asian senior women volleyball championship” (på engelska). Asian Volleyball Confederation. https://asianvolleyball.net/new/asian-senoir-women-volleyball-championship/. Läst 11 februari 2023.
4. ↑  ”Volleyball - South Asian Games Nepal 2019” (på engelska). Sydasiatiska spelen. https://www.13sagnepal.com/sport/volleyball/#overview. Läst 15 februari 2023.
5. ↑  ”Nepal capture asian senior women's central zone championship with unbeaten record” (på engelska). Asian Volleyball Confederation. https://asianvolleyball.net/new/nepal-capture-asian-senior-womens-central-zone-championship-with-unbeaten-record/. Läst 12 februari 2023.
6. ↑  Preechachan (28 maj 2023). ”SRI LANKA AND MALDIVES POWER PAST THEIR RESPECTIVE RIVALS TO FINISH 5TH AND 7TH AT CAVA WOMEN’S VOLLEYBALL CHALLENGE CUP” (på engelska). Asian Volleyball Confederation. https://asianvolleyball.net/new/sri-lanka-and-maldives-power-past-their-respective-rivals-to-finish-5th-and-7th-at-cava-womens-volleyball-challenge-cup/. Läst 23 oktober 2023.
7. ↑  hamrokhelkud (18 maj 2023). ”CAVA Women's Challenge Cup 2023” (på engelska). https://www.hamrokhelkud.net/tournaments/cava-womens-challenge-cup-2023/. Läst 18 januari 2025.
8. ↑  Senaste tillfället då någon kontrollerade att de inmatade tabelluppgifterna stämmer. Uppgifter kan ha matats in senare utan att kontrolleras av någon annan